# Волинцев Юрій Віталійович
Юрій Віталійович Воли́нцев  (рос. Юрий Витальевич Волынцев; 28 квітня 1932 — 9 серпня 1999) — радянський та російський актор театру та кіно, народний артист РРФСР (1984), лауреат Державної премії Росії 1994 року за спектакль Державна академічного театру імені Євгена Вахтангова «Без провини винуваті» за пьєсою О. М. Островського.
Похований на Хованському кладовищі.

## Ролі в кіно
- 1966 — Чорт з портфелем
- 1970 — Білоруський вокзал
- Фантазії Веснухіна